# Симон, Африк
Африк Симон (англ. Afric Simone, род. 10 октября 1939, Иньямбане, Мозамбик) — мозамбикский певец, получивший известность благодаря песне «Hafanana», выпущенной в 1975 году.

## Биография

### Дата и место рождения
В разных источниках встречается различная информация как о дате рождения Африка Симона (1939, 1945 и 1956 годы) — так и месте (Иньямбане (город), Мапуту и Рио-де-Жанейро).
В интервью словацкому изданию, опубликованном в 2021 году, указан возраст 81 год. В интервью мозамбикскому изданию, опубликованном в августе 2021 года, сам артист говорит:
«Мой паспорт говорит, что мне 80 лет — однако я чувствую себя моложе».
Судя по постам на странице артиста в социальной сети Facebook, жители Мозамбика помнят перформансы молодого артиста, выступавшего под псевдонимом Kid Kid в 1961 году. Изображённому на обложке изданного в 1965 году сингла «Black Dynamit» человеку на момент съёмки не могло быть 9 лет. Согласно данным германского авторского общества GEMA, годом рождения Симона является 1939.

### Детство и юность
Отец Симона имел гражданство Бразилии, мать — гражданство Мозамбика. После смерти отца, когда Симону было 9 лет, ему пришлось бросить школу и пойти работать, чтобы помогать своей матери и двум младшим сёстрам. Симон работал в семье врача «няней» — присматривал за маленьким ребёнком, при этом он всё время пел песни. В возрасте 15 лет Симон с другом переехали из пригорода Ксимпане в столицу Мозамбика, Мапуту, и начали учиться на каменщиков. После занятий, чтобы подработать, Симон с другом выступали на улицах города: играли на гитаре, пели песни и танцевали.
Директор одной из гостиниц в Мапуту увидел выступление юных талантливых провинциалов, и предложил им по вечерам выступать в ресторане гостиницы. На выходных Симон пел под гитару и танцевал в гостинице, а в остальные дни, после работы каменщиком, — продолжал петь на улицах. В шестидесятые Симон выступал в Мозамбике под псевдонимом Kid-Kid. Постепенно к артисту пришла локальная популярность: статью о нём разместила местная газета. Через несколько лет на молодого музыканта обратил внимание музыкальный менеджер из Южной Африки.

### Профессиональная карьера
В 1970 году Симон, под псевдонимом Monsieur Afrique выпустил на лейбле Polydor Records сингл Washboard man. В 1972 году, под псевдонимом Simon el Africano, Симон выпустил в Бразилии сингл Barracuda. Этот релиз принёс артисту первые места в хит-парадах нескольких стран Южной Америки. После этого Африк Симон стал проводить больше времени на выступлениях именно в Южной Америке. В Колумбии он принимал участие в телепрограмме «El show de las Estrellas». В 1973 году менеджер артиста предложил ему переехать в Европу, первоначально в Лондон. В 1974 году в Европе был переиздан сингл Barracuda, уже под псевдонимом Afric Simone. Ожидаемого прорыва не случилось — но одно из выступлений Африка Симона в Париже увидел французский продюсер Эдди Барклай. Он тут же предложил Африку Симону подписать контракт с собственным рекорд-лейблом.
В начале 1975 года на лейбле Barclay Records вышел сингл Ramaya, спродюсированный Африком Симоном совместно с чешским музыкантом Станиславом Регалем. Песня попала в хит-парады многих европейских стран, поднявшись до второго места в Нидерландах, до третьего в Бельгии, и до пятого — в Швеции. Во Франции сингл был продан тиражом более 300 тысяч экземпляров. Продажи альбома «Ramaya» (1975) превысили отметку в 30 млн экземпляров.
Позднее в 1975 году вышел сингл «Hafanana», изданный в Советском Союзе и ставший «визитной карточкой» артиста на постсоветском пространстве. Эта песня исполняется на языке шангаан южноафриканского народа тсонга и является призывом против апартеида: в ней поётся о том, что белые и чёрные одинаковы, и потому им нужно прекратить вражду и заняться «хафанана», что можно перевести как «расслабиться и не отвлекаться на ерунду»..
В июле 1977 года Африк Симон выступил с песней Hafanana в телевизионной программе Пёстрый котёл, транслировавшейся почти во всех странах Восточной Европы. В 1978 году альбом Африка Симона был издан в Чехословакии; в 1979 году Симон выступал в Праге, совместно с чешской певицей Геленой Вондрачковой.
В июне 1978 года песня Hafanana была издана на гибком диске в журнале Кругозор. В 1979 году Африк Симон приезжал в Советский Союз на запись телевизионного концерта. В 1993 году песня Hafanana была использована в восемнадцатой серии анимационного сериала Ну, погоди!.

### Личная жизнь
Живёт в Берлине с конца 1970-х гг. С 1978 года имеет немецкое гражданство. Был женат 3 раза, от второго брака имеет сына Фабио.

## Дискография

### Альбомы
- 1974 — Mr. Barracuda
- 1975 — Ramaya
- 1976 — Aloha Playa Blanca
- 1978 — Boogie Baby
- 1981 — Everybody Calls Me Crazy
- 1984 — The Best of Afric Simone
- 1990 — Afro-Lambada
- 1998 — Hafanana
- 2000 — Best of Afric Simone (CD)

### Синглы
- 1972 — Barracuda / Hey Safari
- 1974 — Barracuda / Humbala
- 1975 — Ramaya / Piranha
- 1975 — Hafanana / Sahara
- 1976 — Aloha / Marabu
- 1976 — Playa Blanca / Marabu
- 1977 — Maria Magdalena / July
- 1979 — Me Gusta Bailar / Jambo Jambo
- 1980 — China Girl

## Список выпущенных песен
| Год  | Название                                         | Альбом                         |
| ---- | ------------------------------------------------ | ------------------------------ |
| 1970 | Washboard Man (под псевдонимом Monsieur Afrique) | сингл Washboard Man            |
| 1970 | Harana (под псевдонимом Monsieur Afrique)        | сингл Washboard Man            |
| 1972 | Barracuda                                        | Mr. Barracuda                  |
| 1972 | Hey, Safari                                      | Mr. Barracuda                  |
| 1972 | Chacaito                                         | Mr. Barracuda                  |
| 1973 | Humbala                                          | Mr. Barracuda                  |
| 1974 | La Bamba                                         | Mr. Barracuda                  |
| 1974 | Daya-Du-Da                                       | Mr. Barracuda                  |
| 1974 | Fuego                                            | Mr. Barracuda                  |
| 1974 | El Cocodrilo                                     | Mr. Barracuda                  |
| 1974 | El Loco Cheure                                   | Mr. Barracuda                  |
| 1974 | Nafamba Akaya                                    | Mr. Barracuda                  |
| 1974 | Mr. Watusi                                       | Mr. Barracuda                  |
| 1974 | Walky Talky Telefon                              | Mr. Barracuda                  |
| 1974 | Ramaya                                           | Ramaya                         |
| 1974 | Sahara                                           | Ramaya                         |
| 1975 | Salome                                           | Ramaya                         |
| 1975 | Wakididi                                         | Ramaya                         |
| 1975 | Piranha                                          | Ramaya                         |
| 1975 | Todo Pasara Maria                                | Ramaya                         |
| 1975 | Hafanana                                         | Ramaya                         |
| 1975 | Jumbo Jet                                        | Ramaya                         |
| 1975 | Vagabundo                                        | Ramaya                         |
| 1975 | Mira El Toro                                     | Ramaya                         |
| 1975 | Curare                                           | Ramaya                         |
| 1976 | Playa Blanca                                     | Aloha Playa Blanca             |
| 1976 | Gorilla Baby                                     | Aloha Playa Blanca             |
| 1976 | Limbo Love                                       | Aloha Playa Blanca             |
| 1976 | Que Pasa Mombasa                                 | Aloha Playa Blanca             |
| 1976 | Mirabel                                          | Aloha Playa Blanca             |
| 1976 | Banana Joe                                       | Aloha Playa Blanca             |
| 1976 | Aloha — Wamayeh                                  | Aloha Playa Blanca             |
| 1976 | Mana — Mana — Chico                              | Aloha Playa Blanca             |
| 1976 | Marabu                                           | Aloha Playa Blanca             |
| 1976 | Al Capone                                        | Aloha Playa Blanca             |
| 1976 | African Baby Face                                | Aloha Playa Blanca             |
| 1976 | Tucanara (African Opera)                         | Aloha Playa Blanca             |
| 1977 | Maria Madelena                                   | сингл Maria Madelena           |
| 1977 | July                                             | сингл Maria Madelena           |
| 1978 | Boogie Baby                                      | Boogie Baby                    |
| 1978 | Hipi Tumbi Saza                                  | Boogie Baby                    |
| 1978 | Sympathy                                         | Boogie Baby                    |
| 1978 | Tumbi Mama                                       | Boogie Baby                    |
| 1978 | Rio De Janeiro                                   | Boogie Baby                    |
| 1978 | Jambo-Jambo                                      | Boogie Baby                    |
| 1978 | Hafanana Me Gusta Bailar                         | Boogie Baby                    |
| 1978 | Cadeau-Cadeau                                    | Boogie Baby                    |
| 1978 | Coffe, Tea Or Me                                 | Boogie Baby                    |
| 1978 | Casanova Africano                                | Boogie Baby                    |
| 1978 | Dschingis Khan                                   | Boogie Baby                    |
| 1980 | China Girl                                       | сингл China Girl               |
| 1980 | Dame La Mano                                     | сингл China Girl               |
| 1981 | Marria, Sexy Bomba De Paris                      | Everybody Calls Me Crazy       |
| 1981 | Holiday                                          | Everybody Calls Me Crazy       |
| 1981 | Argentina                                        | Everybody Calls Me Crazy       |
| 1981 | Julia                                            | Everybody Calls Me Crazy       |
| 1981 | Amiga Morena                                     | Everybody Calls Me Crazy       |
| 1981 | Rock Lady                                        | Everybody Calls Me Crazy       |
| 1981 | Everybody Calls Me Crazy                         | Everybody Calls Me Crazy       |
| 1981 | Stop Disco                                       | Everybody Calls Me Crazy       |
| 1981 | Dame la Mano                                     | Everybody Calls Me Crazy       |
| 1981 | Africa                                           | Everybody Calls Me Crazy       |
| 1983 | Pershing In Africa (No, No, No)                  | сингл Hafanana                 |
| 1983 | Lady Madonna Shanghai                            | сингл Lady Madonna Shanghai    |
| 1983 | Minerva Malaika                                  | сингл Lady Madonna Shanghai    |
| 1990 | Afro-Lambada No Stop                             | Afro Lambada                   |
| 1990 | Dancando Lambandina                              | Afro Lambada                   |
| 1990 | Lady Monaco                                      | Afro Lambada                   |
| 1990 | Soleya                                           | Afro Lambada                   |
| 1990 | Salvatore Dali                                   | Afro Lambada                   |
| 1990 | Afro-Flamenco                                    | Afro Lambada                   |
| 1990 | Afro-Lambada-Ahoi                                | Afro Lambada                   |
| 1990 | Sport-Stars                                      | Afro Lambada                   |
| 1990 | Sabado Domingo                                   | Afro Lambada                   |
| 1990 | Jambo-Crosstheriver                              | Afro Lambada                   |
| 1996 | Akuna Makata                                     | Die Gang — Original Soundtrack |
| 1998 | Sansibar                                         | The New Hits & Rmx — Album 98  |
| 1998 | Michelina                                        | The New Hits & Rmx — Album 98  |
| 1998 | Tahitipalma                                      | The New Hits & Rmx — Album 98  |
| 1998 | Mama Tempo                                       | The New Hits & Rmx — Album 98  |
| 1998 | Voodooman                                        | The New Hits & Rmx — Album 98  |
| 1998 | Palomamama                                       | The New Hits & Rmx — Album 98  |
| 1998 | Barracuda Lady                                   | The New Hits & Rmx — Album 98  |
| 1998 | C’est La Vie                                     | The New Hits & Rmx — Album 98  |
| 1999 | Little Money (совместно Trini Lopez)             | Przeboje Lata Z Radiem 4       |